# Subaru Levorg
Subaru Levorg — среднеразмерный универсал повышенной проходимости японской фирмы Subaru, выпускается с 2014 года по настоящее время.

## Описание модели
Автомобиль был впервые представлен публике на Токийском автосалоне в ноябре 2013 года. Заказы на автомобиль в Японии стали приниматься с января 2014 года, в продаже он появился уже в мае. В ходе кампании предварительных продаж, до официального запуска продаж, Subaru было получено около 11 000 заказов в течение трех месяцев. В июне 2014 в Японии стартовали продажи нового универсала Subaru Levorg, который заменил Legacy Touring Wagon в линейке бренда. С 2015 года автомобиль продается на европейском рынке, после премьеры на Женевском автосалоне.
В Российской Федерации автомобиль официально не продавался, однако у частных лиц имеется некоторое количество таких автомобилей привезённых из Японии.
Название Levorg образовано из комбинации 3 слов: LEgacy, reVOlution, touRinG. Автомобиль создан на общей платформе с моделями Impreza и Legacy.
На внутреннем японском рынке Levorg доступен с двумя оппозитными бензиновыми моторами с системами DOHC и СНВТ, турбонаддувом, интеркулером. Двигатель FB16 объёмом 1,6 литров выдает мощность 170 л. с. (125 кВт), крутящий момент 250 Нм. Двухлитровый FA20 выдает 296 л. с. (218 кВт) мощности и 400 Нм крутящего момента. Оба двигателя устанавливается с бесступенчатой трансмиссией Lineartronic CVT.
В 2014 году была представлена «заряженная» версия модели, с кузовом седан, под названием Subaru WRX.

## Автоспорт
12 января 2016 года, Subaru объявлено об участии в BTCC, в качестве автопроизводителя, в сотрудничестве с Team BMR. Для сезона 2016, командой были подготовлены четыре автомобиля Levorg Sports Tourers в соответствии с техническими требованиями Next Generation Touring Car. Бывшие двукратные чемпионы Джейсон Плато и Колин Тёркингтон будут выступать на автомобилях, наряду с владельцем команды Уорреном Скотом. Компанией Mountune Racing для команды будет подготовлен двухлитровый оппозитный двигатель FA20.

## Безопасность
Автомобиль прошёл тест Euro NCAP в 2016 году:
| Euro NCAP                                                   | Euro NCAP | Euro NCAP | Euro NCAP             |
| ----------------------------------------------------------- | --------- | --------- | --------------------- |
| · общий рейтинг                                             |           |           |                       |
| 92%                                                         | 83%       | 75%       | 68%                   |
| взрослый пассажир                                           | ребёнок   | пешеход   | активная безопасность |
| Протестированная модель: Subaru Levorg 1.6 GT-S, LHD (2016) |           |           |                       |

## Галерея

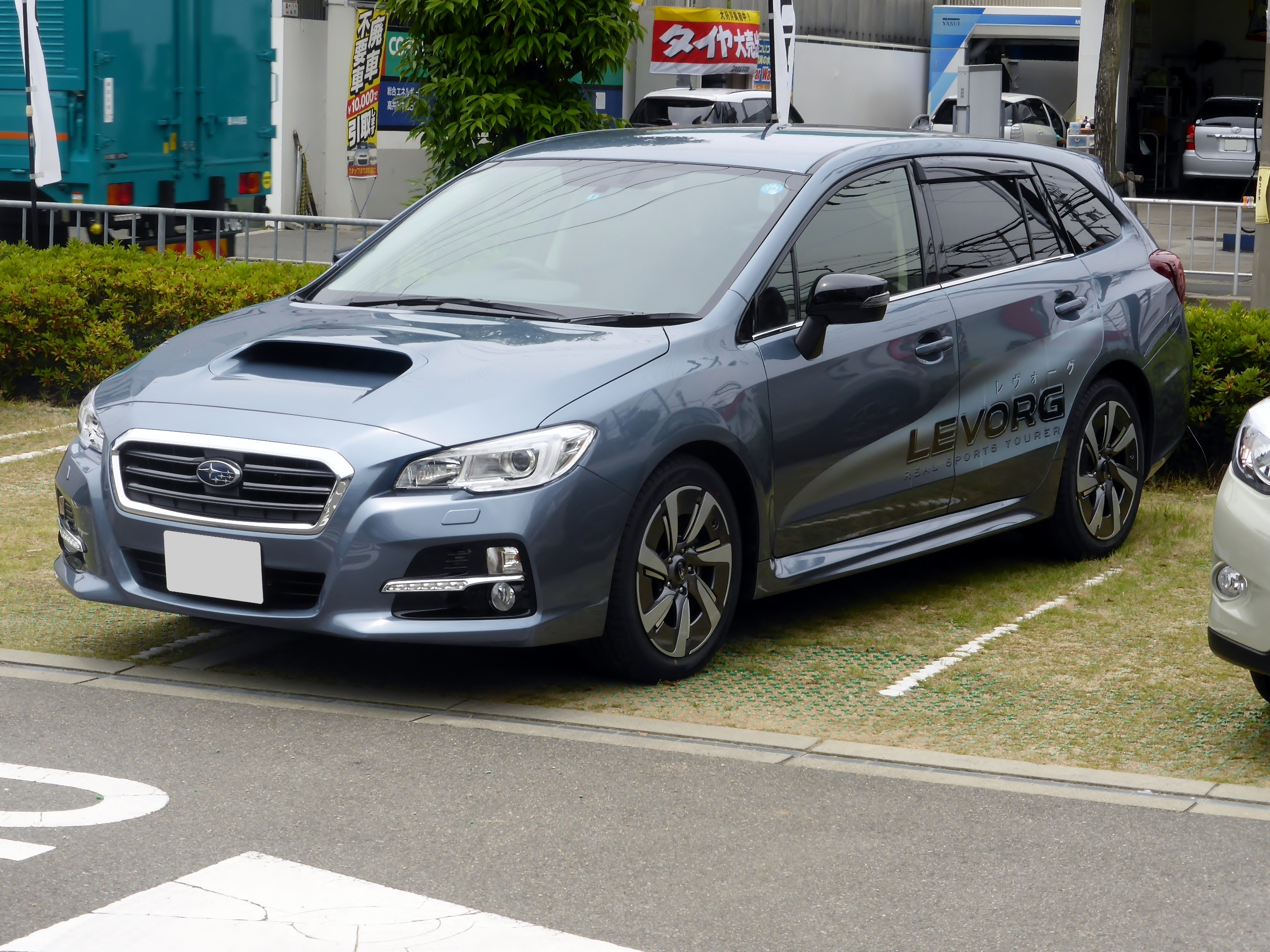
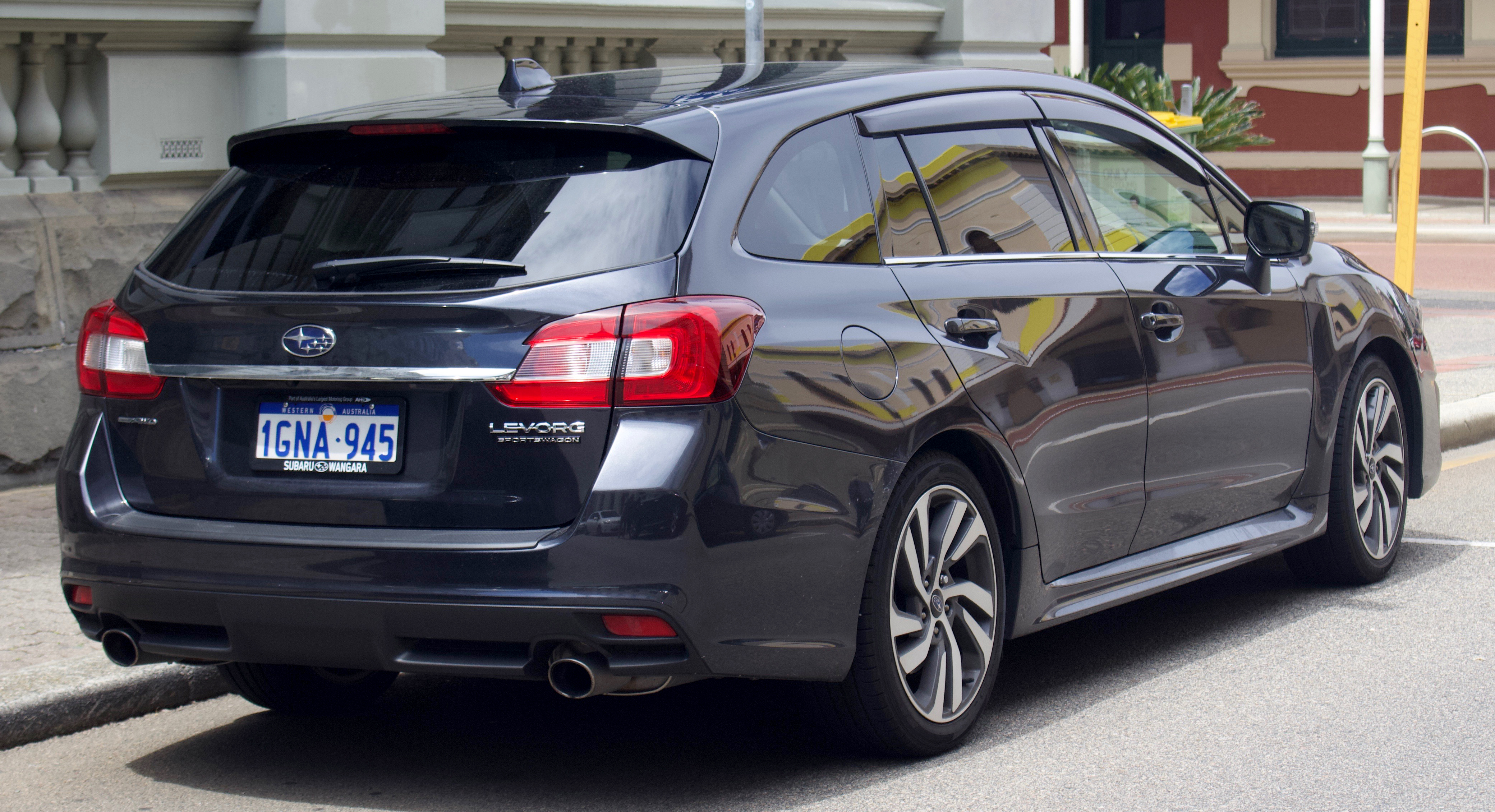
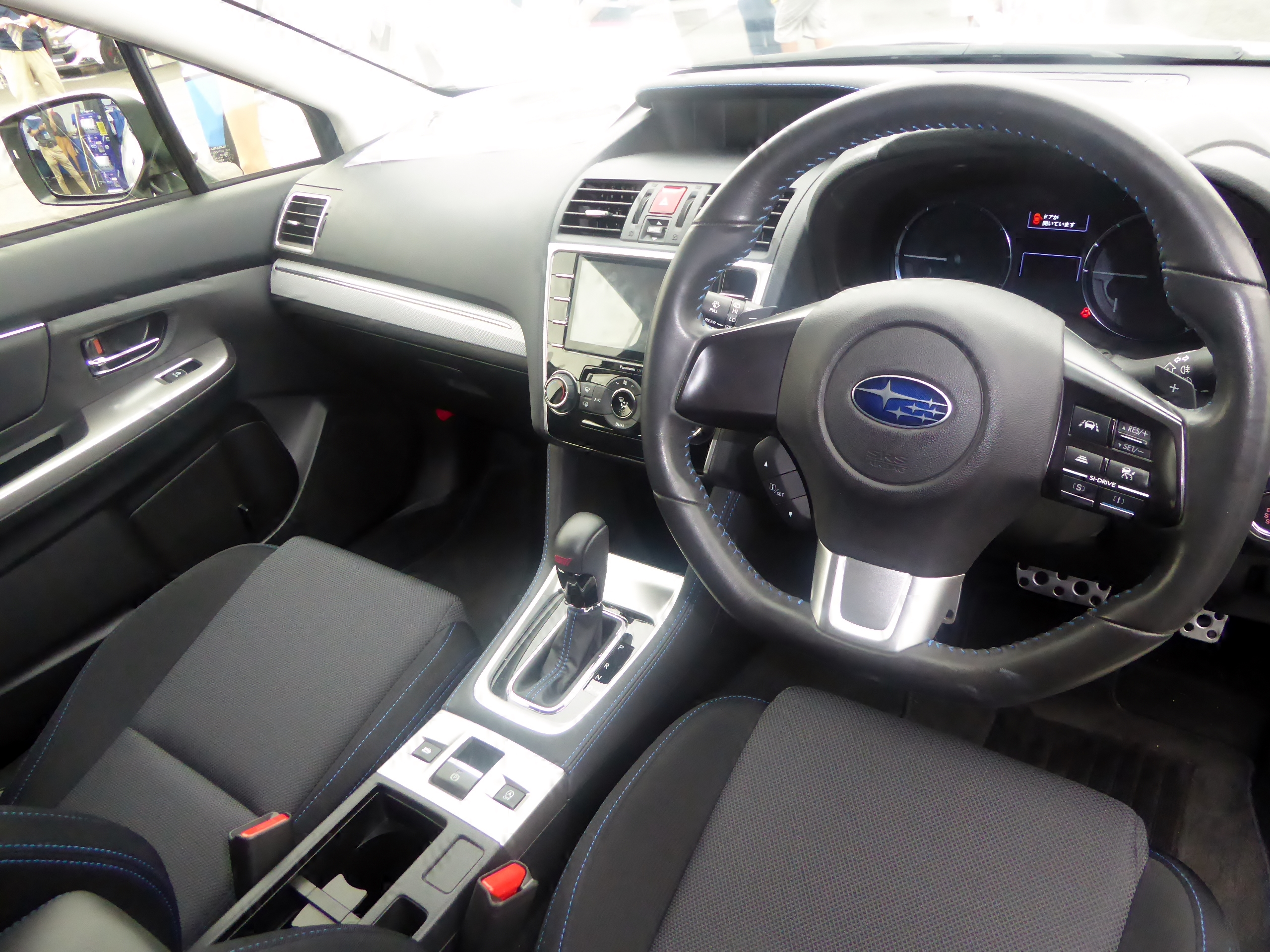
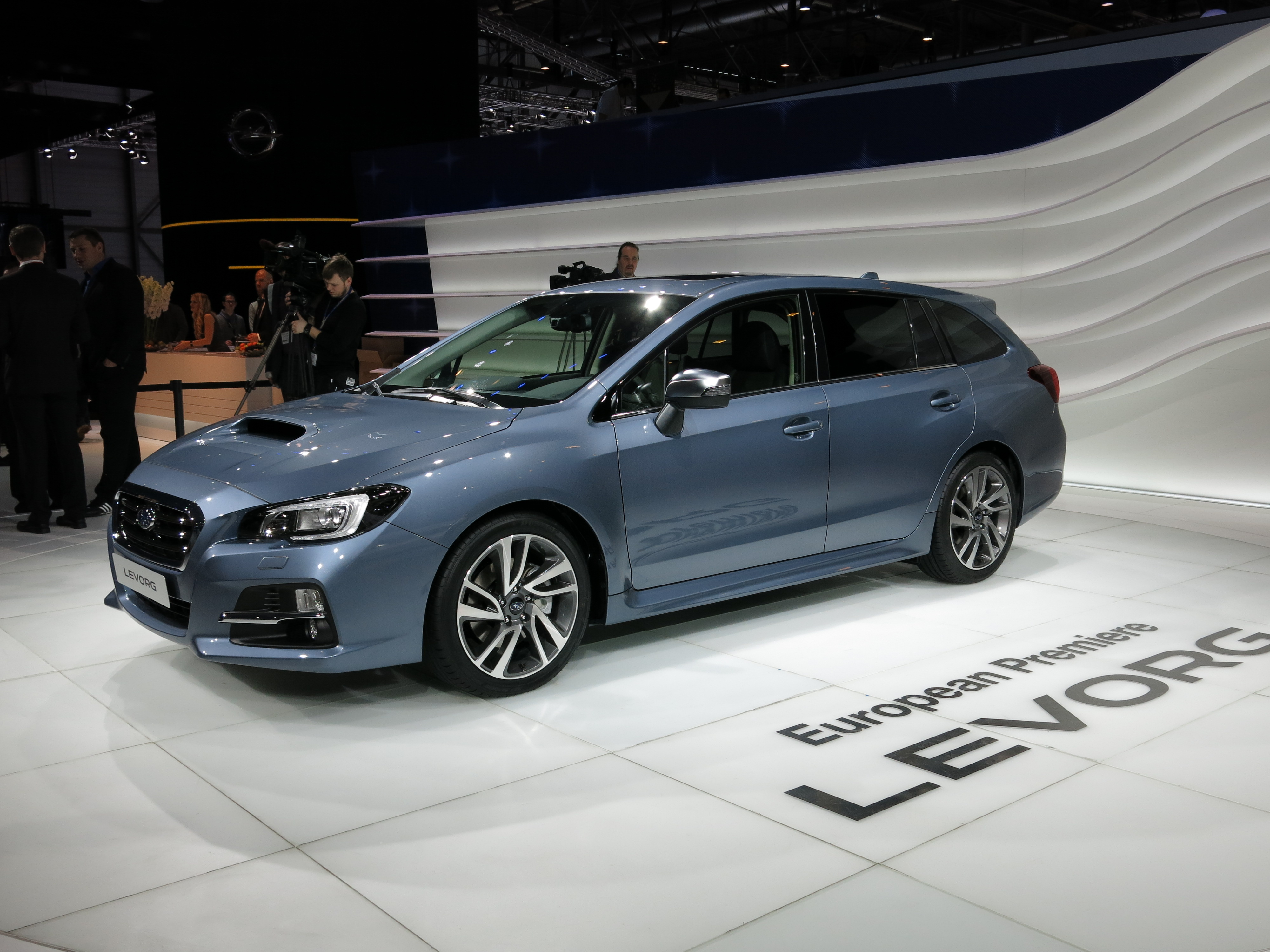
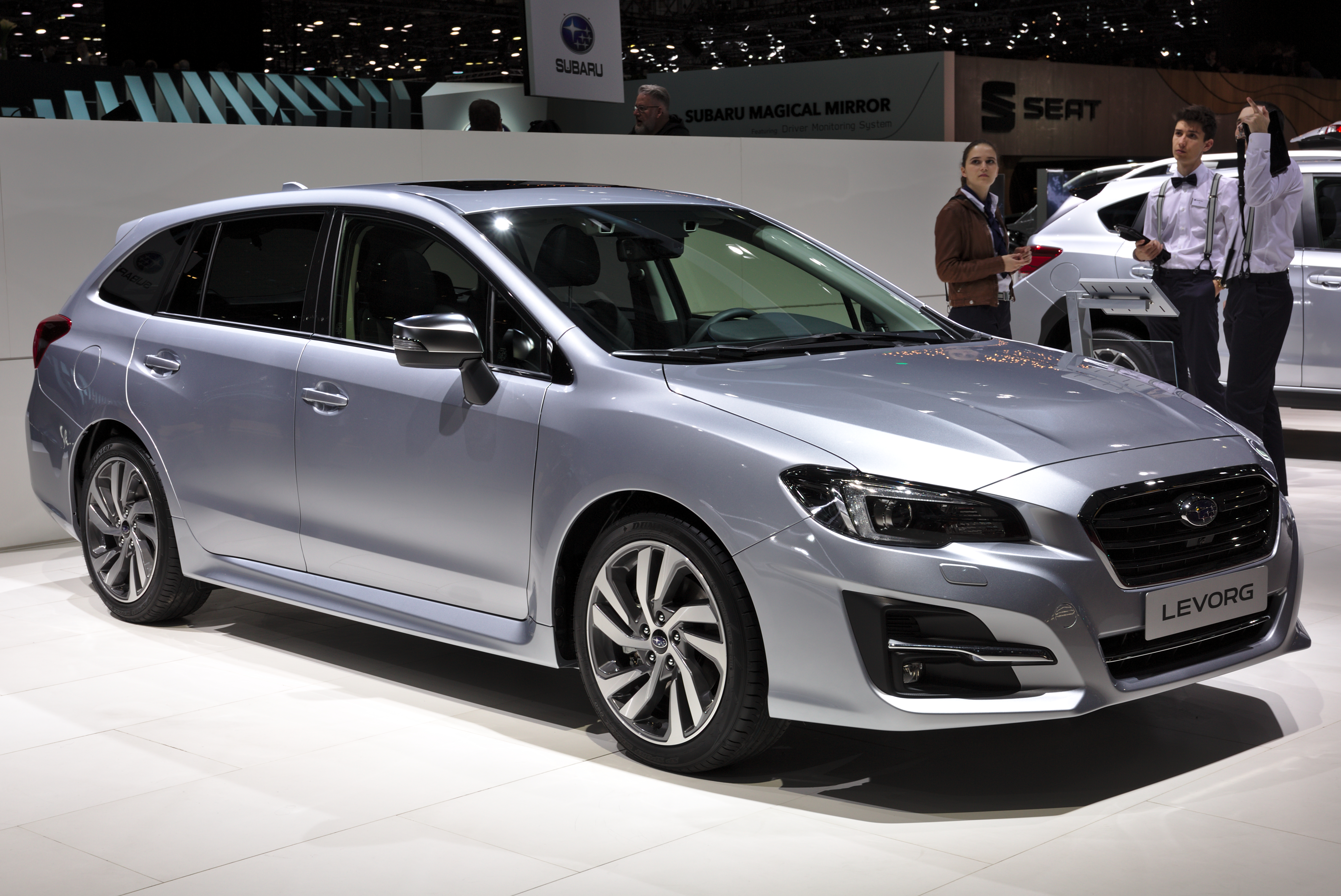
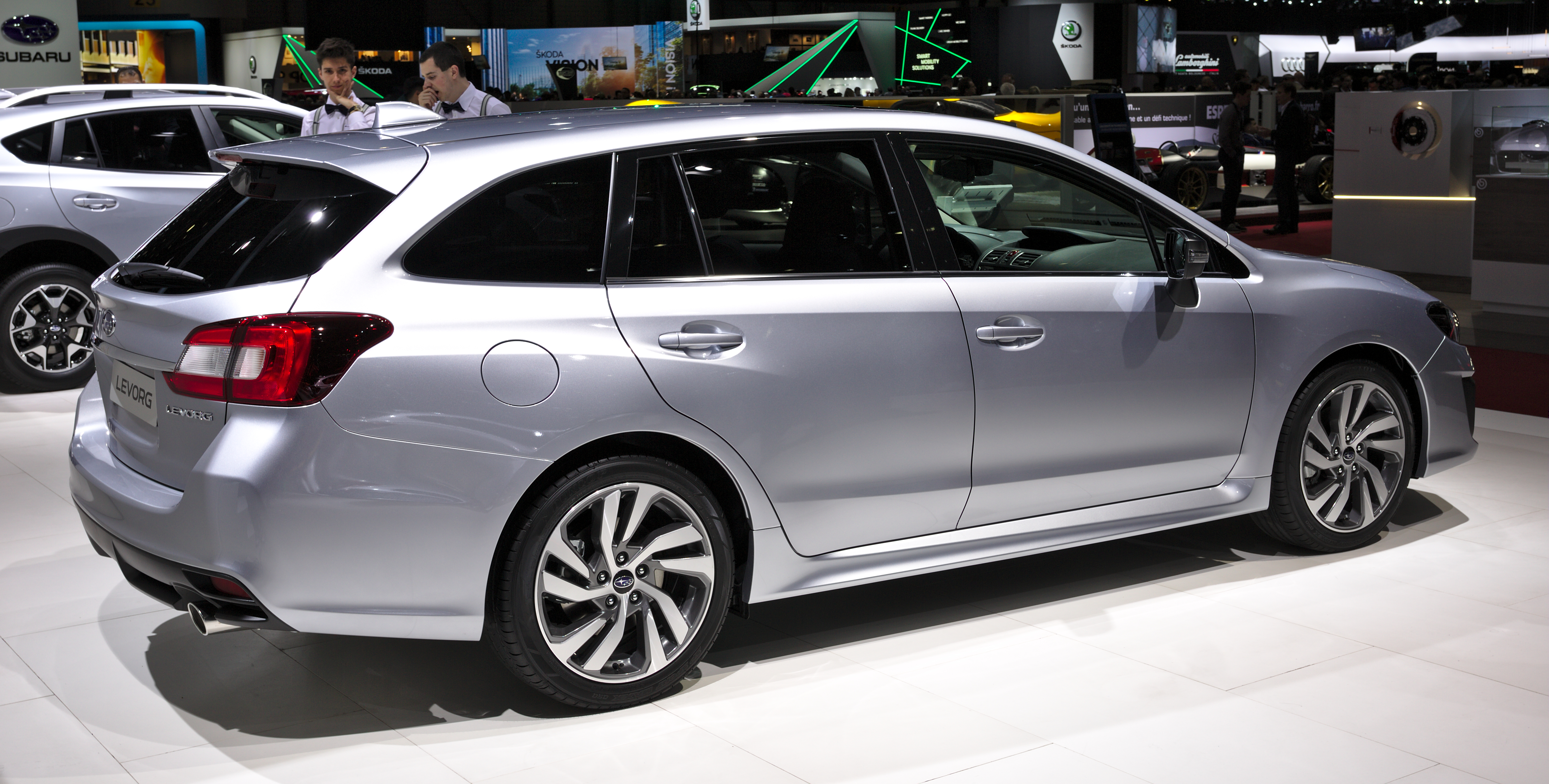